# Enallagma civile
Enallagma civile är en trollsländeart som först beskrevs av Hagen 1861.  Enallagma civile ingår i släktet Enallagma och familjen dammflicksländor. Inga underarter finns listade i Catalogue of Life.

## Bildgalleri

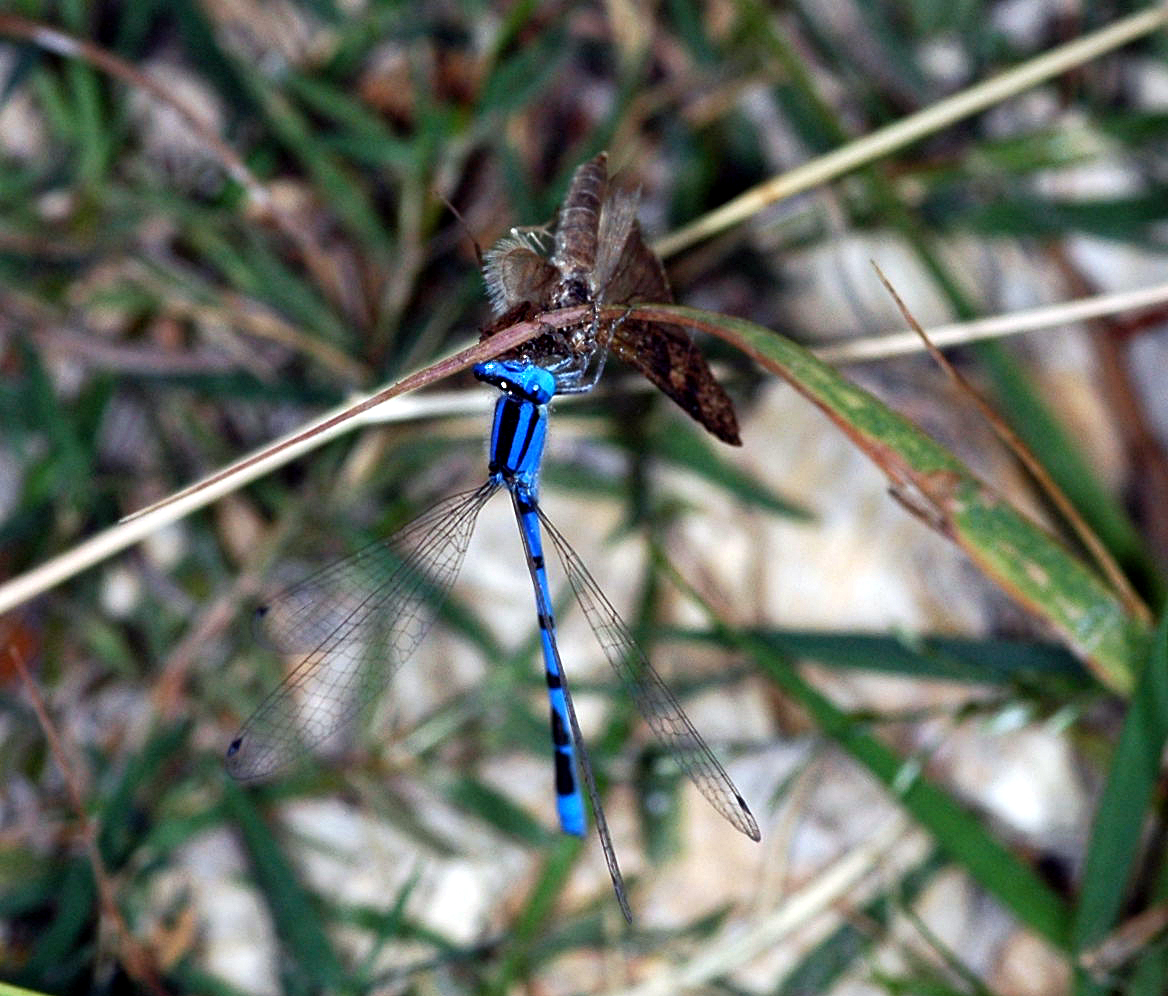
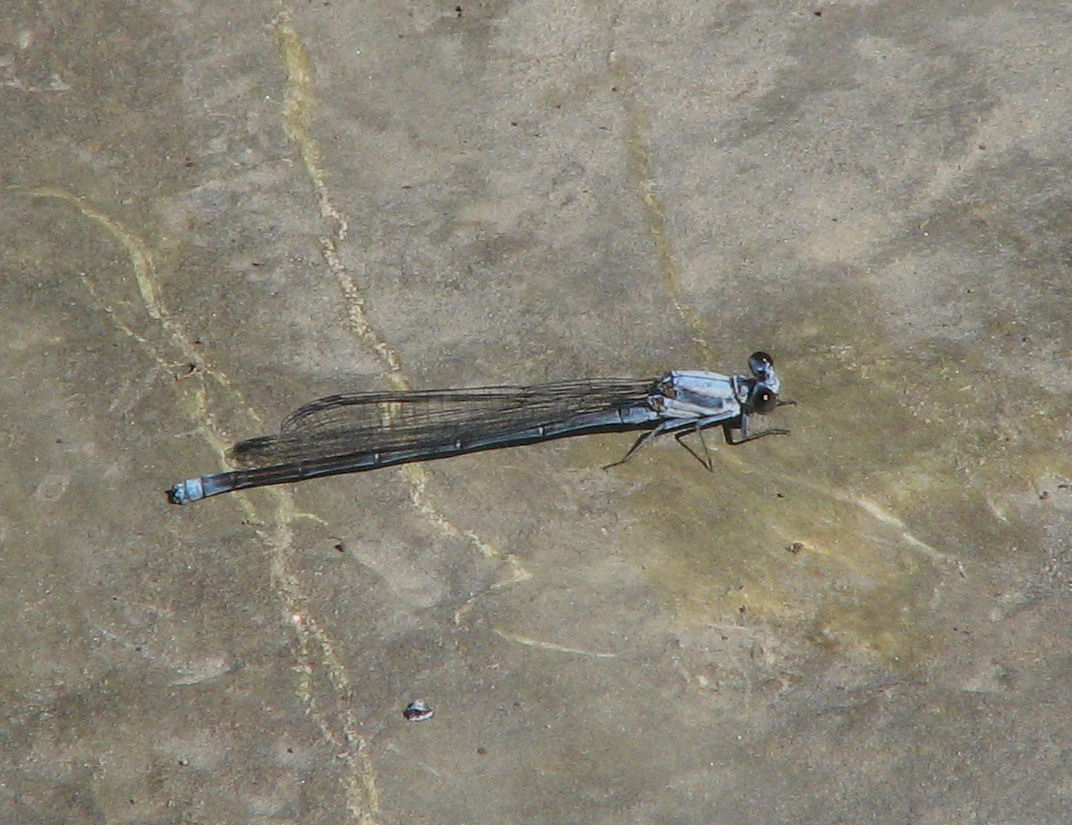
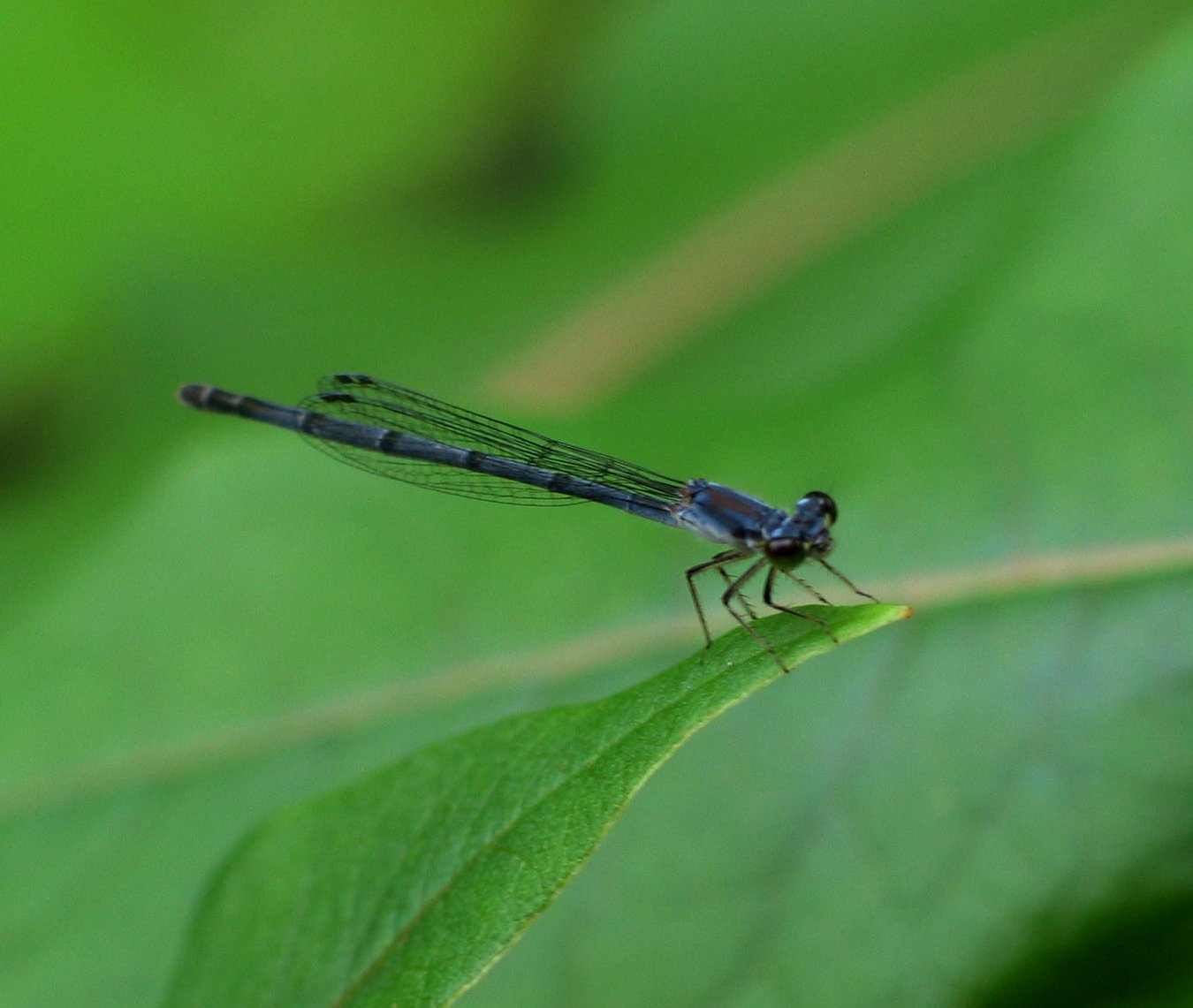
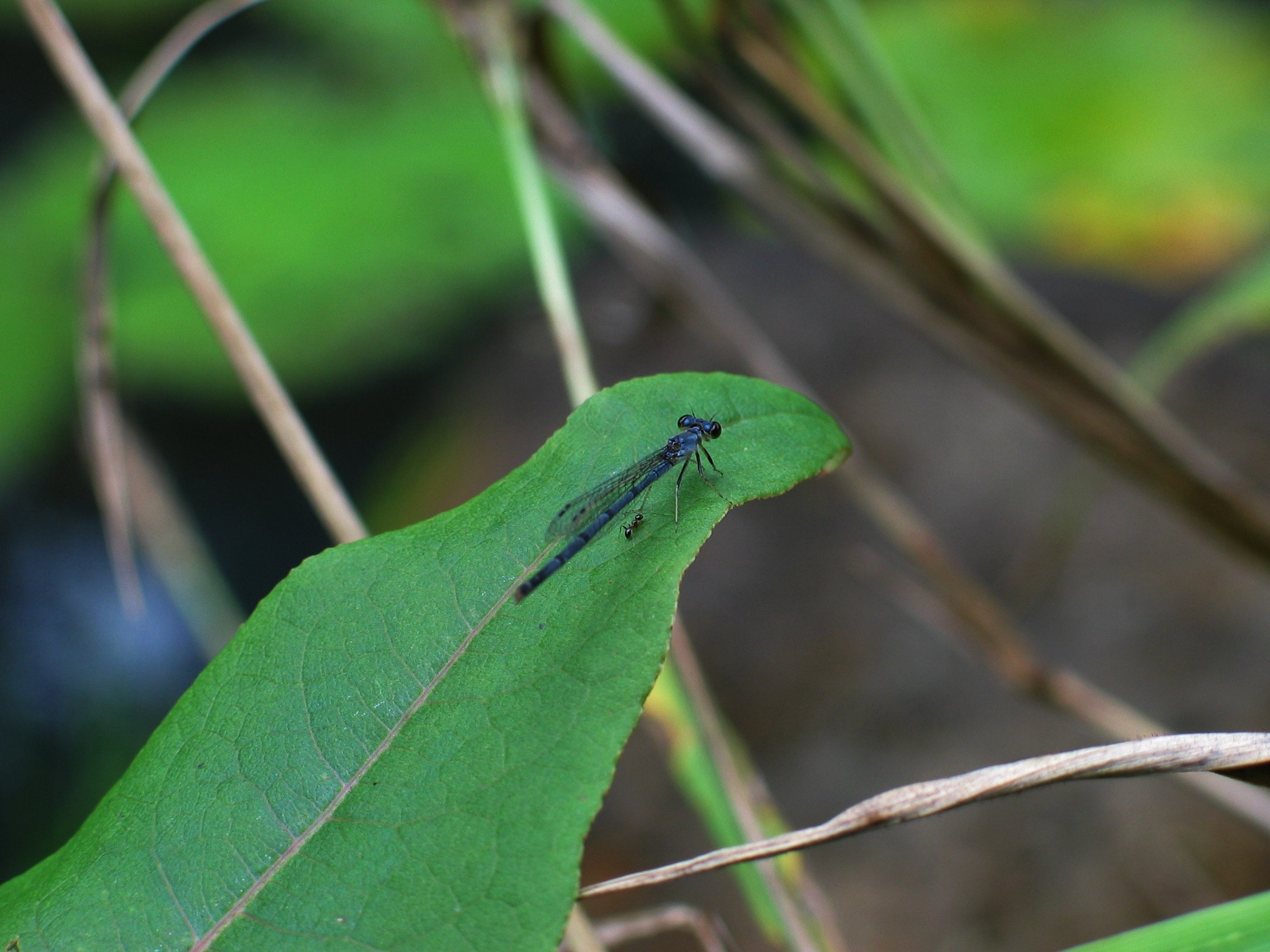
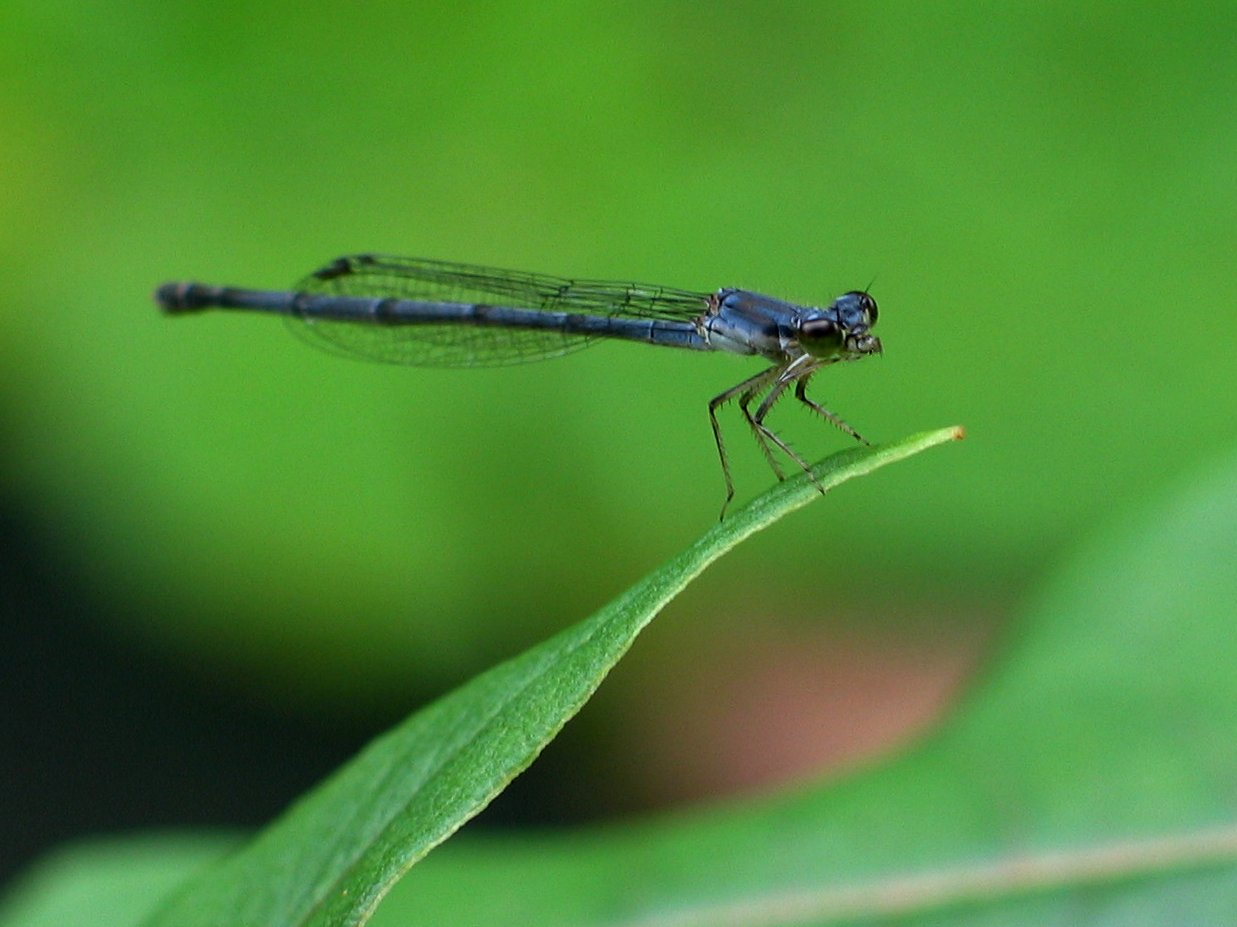